# Сининщина
Сининщина (бел. Сініншчына) — деревня в Заводскослободском сельсовете Могилёвского района Могилёвской области Беларуси.

## Расположение
В 34 км к юго-западу от Могилёва, 2 км от железнодорожной станции Вендриж на линии Могилёв — Осиповичи.

## Транспортная система
Транспортные связи по местной дороге через деревни Новосёлки, Гуслище и дальше по шоссе Могилёв — Бобруйск.
Планировочно состоит из короткой прямолинейной улицы почти широтной ориентации, застроенной традиционными деревянными домами усадебного типа.

## Экология и природа
Рельеф равнинный, на севере граничит с лесом.

## История
Основана в 1920-е годы переселенцами из соседних деревень. С 20 августа 1924 года в Новосёлковском, с 21 августа 1925 года в Гуслищенском сельсоветах Могилёвского района Могилёвского округа (до 26 июля 1930 года), с 20 февраля 1938 года в Могилёвской области. В 1930-е годы сельчане вступили в колхоз. Во время Великой Отечественной войны с июля 1941 года до 27 июня 1944 года оккупирована немецкими захватчиками. С 1954 года в Досовичском, с 1973 года в Заводскослободском сельсоветах. В 1990 году в составе совхоза «Борок» (центр — деревня Заводская Слобода).

## Население
2007 год — 3 хозяйства, 7 жителей.

### Динамика
- 1990 год — 12 хозяйств, 19 жителей.
- 2007 год — 3 хозяйства, 7 жителей.